# Schijndel

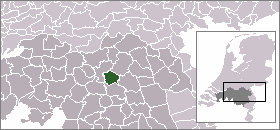
läge i Noord-Brabant

Schijndel är en historisk kommun i provinsen Noord-Brabant i Nederländerna. Kommunens totala area är 41,65 km² (där 0,11 km² är vatten) och invånarantalet är 23 018 invånare (1 februari 2012).